# Myrmicaria arnoldi
Myrmicaria arnoldi är en myrart som beskrevs av Santschi 1925. Myrmicaria arnoldi ingår i släktet Myrmicaria och familjen myror. Inga underarter finns listade i Catalogue of Life.